# Lacertoides pardalis
Lacertoides pardalis is een hagedis uit de familie skinken (Scincidae).

## Naam
De soort werd voor het eerst wetenschappelijk beschreven door Ross Allen Sadlier, Glenn Michael Shea en Aaron Matthew Bauer in 1997. Het is de enige soort uit het monotypische geslacht Lacertoides. Ook de naam van dit geslacht werd voor het eerst voorgesteld door Sadlier, Shea en Bauer in 1997.

## Uiterlijke kenmerken
Lacertoides pardalis is een relatief grote skink die met name opvalt door de relatief zeer kleine schubben. De lichaamslengte zonder staart bedraag ongeveer tien tot dertien centimeter. De staart is ongeveer twee keer zo lang als het lichaam.

## Verspreiding en habitat
De soort komt endemisch voor in Nieuw-Caledonië, en alleen in de deelstaat Province Sud. De skink is aangetroffen op een hoogte variërend van 250 tot 900 meter boven zeeniveau.
Door de internationale natuurbeschermingsorganisatie IUCN wordt de skink als 'kwetsbaar' beschouwd (Vulnerable of VU). De hagedis is slechts van vier locaties bekend. Het totale gebied waar de soort voorkomt wordt geschat op ongeveer 24 vierkante kilometer maar het areaal waar het dier daadwerkelijk is te vinden is waarschijnlijk kleiner dan twee km².

## Levenswijze
De skink is een omnivoor, wat relatief zeldzaam is bij de hagedissen. Vooral ongewervelde dieren worden gegeten zoals spinnen en insecten of hun larven uit de ordes vlinders, kevers, vliesvleugeligen en stofluizen. Daarnaast wordt ook een aanzienlijke hoeveelheid fruit en zaden gegeten. Vermoed wordt dat de hagedis een significante rol speelt in de verspreiding van plantenzaden.